# Campo el Órgano
Campo el Órgano är en ort i Mexiko.   Den ligger i kommunen Emiliano Zapata och delstaten Morelos, i den sydöstra delen av landet, 70 km söder om huvudstaden Mexico City. Campo el Órgano ligger 1 248 meter över havet och antalet invånare är 273.
Terrängen runt Campo el Órgano är kuperad österut, men västerut är den platt. Runt Campo el Órgano är det tätbefolkat, med 591 invånare per kvadratkilometer. Närmaste större samhälle är Cuernavaca, 12,2 km nordväst om Campo el Órgano. I omgivningarna runt Campo el Órgano växer huvudsakligen savannskog.